# Pavel Vladimirovič Tregubov
Pavel Vladimirovič Tregubov (in russo Павел Владимирович Трегубов?; Krasnodar, 21 dicembre 1971) è uno scacchista russo, Grande maestro.
È stato presidente della Association of Chess Professionals, da non confondere con la PCA (Professional Chess Association) fondata da Kasparov e ora dissolta .
Tregubov è noto come uno dei più grandi esperti della variante Tajmanov della difesa Siciliana ( 1.e4 c5 2.Cf3 e6 3.d4 cxd4 4.Cxd4 Cc6), con la quale ha ottenuto notevoli successi.
Grande maestro dal 1995, raggiunse il massimo rating Elo in luglio 2008, con 2658 punti (62º al mondo).
Tra i principali risultati i seguenti:
- 2000: vince il campionato europeo individuale a Saint Vincent; =1º con Michail Gurevič e Ivan Sokolov all'open di Amsterdam
- 2002: =2º con Konstantin Landa al campionato russo assoluto
- 2007: =1º al campionato open di Parigi con Laurent Fressinet e Maxime Vachier-Lagrave
- 2008: =1º con Boris Gelfand e Ruslan Ponomariov nella Pivdenny Bank Cup di Odessa